# دولت اسلامی عراق
دولت اسلامی عراق (ISI؛ عربی: دولة العراق الإسلامية)، یک سازمان ستیزه‌جوی جهادگرای سلفی بود که با نیروهای ائتلاف به رهبری آمریکا در طول شورش عراق جنگید. هدف این سازمان، سرنگونی دولت فدرال عراق و ایجاد دولت اسلامی در عراق بود.